# Laila Elwi
Laila Ahmed Eloui (àrab: ليلى علوي, Laylà ʿAlwī), a vegades també anomenada Laila Eloui, Laila Olwy, Laila Elwi o Laila Elwy (el Caire, 4 de gener de 1962), és una actriu egípcia. Ha protagonitzat més de setanta pel·lícules i ha estat honrada en festivals egipcis i internacionals amb premis per la majoria de les seves interpretacions. També ha estat directora i membre de diversos jurats de festivals locals i internacionals. Durant la inauguració del 34è Festival Internacional de Cinema del Caire va rebre un premi per la seva carrera, juntament amb l'actriu egípcia Safia El Emari, l'actriu sud-coreana Yoon Jeong Hee, l'actor estatunidenc Richard Gere i l'actriu francesa Juliette Binoche.

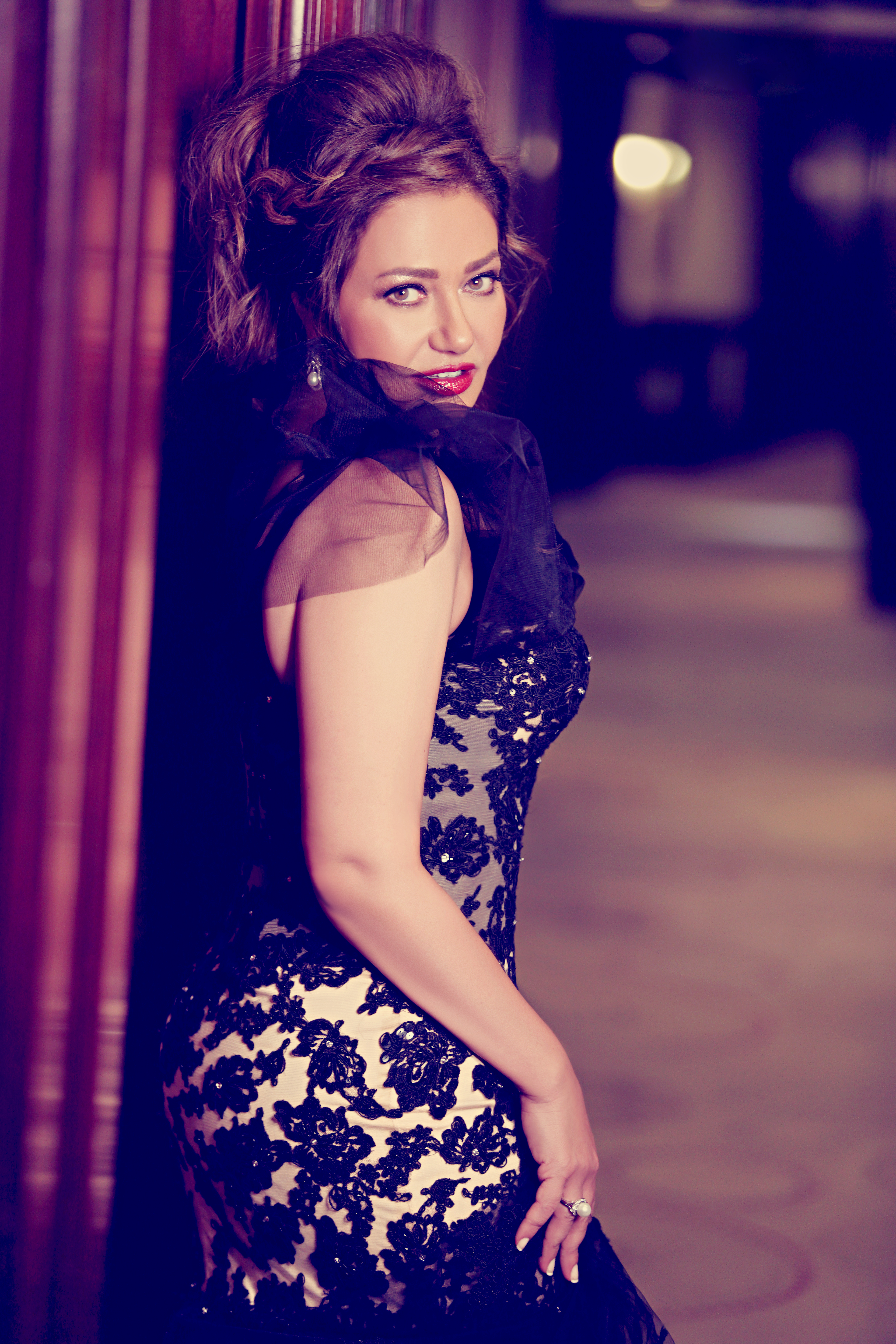
Laila Elwi el 2019

## Biografia
Eloui va néixer el 4 de gener de 1962 al Caire. El seu pare, Ahmad Eloui, era un egipci d'origen matern turc i la seva mare, Stella, era d'ascendència grega d'Icària. La seva àvia materna era d'origen italià i va arribar a Egipte per a treballar al Marriott Mena House Hotel.

## Carrera
Va començar la seva carrera a edat primerenca. Als set anys va participar en programes de ràdio i televisió, i als quinze va aparèixer per primera vegada sobre un escenari en una obra de teatre de Galal El Sharkawy, destacada directora egípcia, anomenada Taman sittat, ‘Vuit dones'.

## Filmografia

### Cinema
- Min Agl Al-Haya (1977).
- Kharag wa Lam Ya'oud (1985).
- Ayam Al-Tahadi (1985).
- Gababerat Al-Mena (1985).
- Hekaya fi Kelmeteen (1985).
- Al-Nesaa (1985).
- Zawg Taht Eltalab (1985).
- Wa Tadhak Al-Akdar (1985).
- Al-Harafesh (1986).
- Al-Onsa (1986).
- Ah ya Balad (1986).
- Taht Al-Tahdeed (1986).
- Azraa wa Thalath Regal (1986).
- Asr Al-Ze'ab (1986).
- Kelmeta.
- Ya Azizi Kolona Losous.
- Samaa Hoss.
- Ya Mehalabeya Ya.
- Al-Hagama.
- Ay Ay.
- Enzar Belta'a.
- Kalil Men Al Hob Katheer Men Al Onf.
- Al Ragol Al Talet.
- Esharet Morour.
- Tofah.
- Ya Donya Ya Gharami.
- Edhak Al Soura Tetla Helwa.
- Al-Massir (1997).
- Hala'a Housh (1997).
- Our Blessed Aunt (1998)
- Hob Al-Banat (2003).
- Baheb Al-Cima halif bro as Laila Eloui (2005).
- Alwan elsama elsabaah (2008).
- Laylat Al Baby Doll (2008).
- Hakayat Bin Ash-ha (2009).
- Brooks, Meadows and Lovely Faces (2016)

### Televisió
- Lahazat Harega (2007)[6]
- Shams (2014)
- Napoleón Wal Mahrousa (2012)[7][8][9]